# Américo Silva
Américo Silva (Río Chiquito, Municipio Piar del estado Monagas, Venezuela, 16 de marzo de 1933 — carretera San Félix-El Pao, Bolívar, Venezuela, 31 de marzo de 1972) fue un obrero, sindicalista, activista agrario y guerrillero comunista venezolano, cofundador del Movimiento de Izquierda Revolucionaria y de Bandera Roja.

## Biografía

### Juventud y familia
Américo Silva nació el 16 de marzo de 1933 en Rio Chiquito, estado Monagas. Tras la muerte de su padre Alberto Tirado, deja los estudios a los 12 años de edad para trabajar y sostener a su familia. Su madre fue Marcolina Silva, y sus hermanos Alberto, Juan José, Antonio, Ítalo y Fernando. Fundó una familia junto con Argelia Velázquez con quien tuvo tres hijos: Hildemar Antonio, Ítalo  Américo y Víctor Ricardo.

### Vida política, sindical, líder agrario y guerrillero
Ya a los 15 años tenía interés política y temas sociales, discutía con personas como Simón Sáez Mérida, Joaquín Blanco y Trino Barrios. Américo Silva comienza su militancia política en el seno de la juventud del partido Acción Democrática, luchando contra la dictadura de Marcos Pérez Jiménez principalmente entre San Félix, Ciudad Piar y Aragua de Maturín.
Trabajando en la Orinoco Mining Iron, emprendió junto con otros trabajadores el rescate del sindicato y defendió a los campesinos que fueron desalojados violentamente por la Guardia Nacional y dicha empresa para explotación de los yacimientos de hierro de la zona. Tras el derrocamiento de Pérez Jiménez trabaja en el Instituto Agrario Nacional, favoreciendo la repartición de tierras para los pequeños campesinos y organiza un movimiento contra el latifundismo.
En los sesenta se convierte en cofundador del Movimiento de Izquierda Revolucionaria (MIR), escisión izquierdista de Acción Democrática. Se sumó a la guerrilla siendo fundador del Frente Ezequiel Zamora en Bachiller, estado Miranda, y del Frente Antonio José de Sucre en las montañas de Oriente.[cita requerida] Durante esta época se dirige a Cuba para reforzar su formación revolucionaria y el 8 de mayo de 1967 participa en el desembarco de Machurucuto por el estado Vargas. Participó por 12 años en la lucha armada y rechazó la propuesta de "pacificación" de Rafael Caldera. Fue cofundador de Bandera Roja en 1970, tras una división del MIR.

### Asesinato
Durante un breve enfrentamiento contra la Guardia Nacional en una alcabala vial del kilómetro 27 de la carretera San Félix-El Pao, estado Bolívar, Américo Silva fallece tras recibir un disparo por la espalda el 31 de marzo de 1972. Su restos reposaban en el Cementerio de Chirica, San Félix, estado Bolívar; fueron exhumados en 2012 y trasladados a Caracas para unirlos a los de su compañera de vida Argelia Mercedes Velázquez, fallecida en 2010.

## Reconocimientos
- Orden Waraira Repano (post mortem)[4]